# لیندنوود (ایلینوی)
لیندنوود (به انگلیسی: Lindenwood) یک منطقهٔ مسکونی در ایالات متحده آمریکا است که در ایلینوی واقع شده‌است. لیندنوود ۲۳۵٫۰ متر بالاتر از سطح دریا واقع شده‌است.